# Stolní tenis

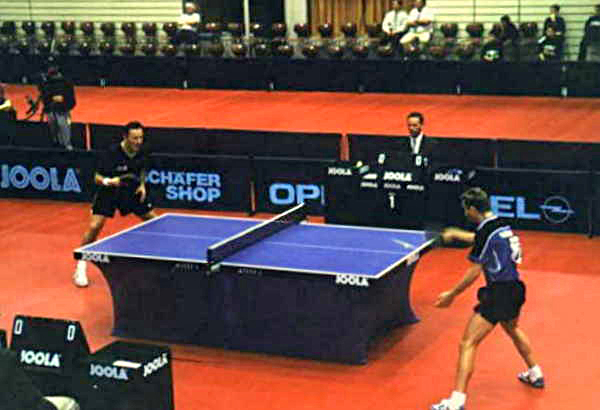
Stolní tenis

Stolní tenis (dříve též ping pong, hovorově pinec, pinčes; čínsky 乒乓球, pinyin: pīngpāng qiú, český přepis: pching pchang čchiou) je bezkontaktní míčový sport hraný s pálkou. Na rozdíl od podobných sportů, jako jsou tenis, badminton nebo squash, tvoří hrací plochu rozdělenou síťkou na dvě poloviny u stolního tenisu horní deska stolu nad úrovní země, podél které se pohybují hráči. Hraje se buď ve dvou soupeřících hráčích (tato varianta se nazývá dvouhra) nebo ve dvou soupeřících dvojicích hráčů (tato varianta se nazývá čtyřhra).

## Historie

### Vznik
Stolní tenis se vyvinul ze společenské hry, kterou se bavili na konci 19. století obyvatelé Británie. Postupný přechod na sportovní odvětví umožnilo používání celuloidového míčku, díky kterému se odskok míčku na stole stal pravidelným a předvídatelným – a začalo tedy mít smysl v této hře soutěžit a počítat body.
Na počátku 20. století již byla na britských ostrovech tato hra poměrně populární a rychle se šířila i na evropskou pevninu a do USA. Její hlavní výhodou se ukázaly nízké nároky na prostor a nízká cena vybavení (například oproti tenisu, který v této době byl spíše aristokratickou zábavou). Možnost umístit ping pongový stůl do kouta hospodského sálu mělo například v Čechách a v Rakousku obrovský význam.

### Počátek mezinárodních soutěží
Za rok definitivního přerodu stolního tenisu v „seriózní“ a mezinárodně uznávané sportovní odvětví je považován rok 1926, kdy byla u příležitosti mezinárodního turnaje založena Mezinárodní federace stolního tenisu (krátce ITTF). Zakládajícími členy byly Německo, Maďarsko, Rakousko a Švédsko, brzy se však federace rozrostla o většinu evropských zemí včetně Československa a kolébky tohoto sportu – Anglie.
Turnaj z roku 1926 je dnes ostatně uváděn v historických tabulkách jako první mistrovství světa. Všechny zlaté medaile (dvouhra mužů, dvouhra žen, čtyřhra mužů, čtyřhra žen a soutěž mužských družstev) zde získal tým Maďarska, který pak suverénně vládl mezinárodním turnajům dalších deset let. Nejslavnějším představitelem tohoto „maďarského“ období je Viktor Barna, který je co do počtu medailí z mistrovství světa nejúspěšnějším stolním tenistou všech dob.

### Zlatá éra československého stolního tenisu
Výraznou zásluhu za uchycení stolního tenisu v Československu měl Československý Orel, jehož členové dle pramenů poprvé přivezli a zpopularizovali tento sport. Za počátek zlaté éry československého stolního tenisu je považován rok 1932, kdy mužské družstvo v čele se Stanislavem Kolářem přivezlo zlatou medaili z mistrovství světa a jako první tak narušilo maďarskou hegemonii.
Následovalo 20 úspěšných let, přerušených druhou světovou válkou, během kterých bylo Československo světovou ping pongovou velmocí (spolu s Maďarskem, Anglií a USA). Československo postupně získalo 29 zlatých medailí z mistrovství světa.
S tímto obdobím je spojeno především jméno Bohumila Váni, dále například Marie Kettnerové nebo v pozdější „poválečné“ generaci Ivana Andreadise.
Poslední zlatá československá medaile z mistrovství světa z roku 1957 (mužská čtyřhra Ladislav Štípek – Ivan Andreadis) spadá již do dalšího období, ve kterém světovou špičku ovládli hráči z východní Asie – nejprve z Japonska, později z Číny.

### Přesun těžiště světového stolního tenisu do Asie
V padesátých letech se světová špička stolního tenisu postupně vyrovnávala a rozrůstala o další země. Významný pro další vývoj byl nástup japonských hráčů, který se časově shoduje s dobou, kdy původní „klasické“ potahy z vroubkované gumy mnozí hráči nahradili až 1 cm tlustými potahy z pěnové houby. Hra se tím stala rychlejší a mnohonásobně vzrostla možnost udělovat míčku rotaci. Tím lze dosáhnout nejen různě zakřivené trajektorie míčku (projevuje se tzv. Magnusův jev) a nečekaného odskoku po dopadu na hrací stůl, ale zejména zcela jiného odrazu míčku od rakety soupeře. Potahy z tlusté pěnové houby ovšem udělovaly míčkům často nevyzpytatelné a pro soupeře nečitelné rotace. Koncem padesátých let proto ITTF přistoupila k radikální standardizaci povolených potahů. Od té doby může být na pálce nalepen buď potah typu „soft“ (hladký, s vroubky dovnitř) nebo „sendvič“ (vroubky ven), které včetně vnitřní vrstvy houby musí mít tloušťku maximálně 4 mm. Klasické potahy z vroubkované gumy (bez vrstvy houby) jsou ovšem také povoleny. Pro závodní hru mohou být na pálce nalepeny jen potahy s logem „ITTF“, a tudíž schválené ITTF.
Japonci vládli světovému stolnímu tenisu po většinu padesátých let (v ženských kategoriích i v šedesátých letech). Z tohoto období stojí za zmínku hráč Japonska Ičiró Ogimura, z žen by zde určitě měla být jmenována rumunská šestinásobná světová šampionka ve dvouhře Angelica Rozeanu, která v roce 1956 předala pomyslné žezlo právě japonským hráčkám.
Následuje „čínská“ éra stolního tenisu, která trvá v podstatě dodnes. Výraznou dominanci Číny ve světovém stolním tenisu ovšem úspěšně narušují i špičkoví hráči z jiných zemí Asie i Evropy. Nejvýraznější úspěchy zaznamenali muži Švédska, kterým se po tři generace dařilo dominanci Číny oslabit. Za zmínku v této souvislosti určitě stojí jméno Jana-Ove Waldnera. Též řada špičkových hráčů z Jižní Koreje, Německa, Běloruska, Rakouska i jiných zemí zaznamenala cenné úspěchy i na Mistrovství světa či Olympijských hrách.
Během celého tohoto období došlo (také díky velkému rozvoji v oblasti materiálů pro potah pálky) k rozsáhlé diferenciaci herního stylu. Na opačných pólech hracích stylů stojí „ortodoxní obranáři“ s pomalejšími pálkami umožňujícími dobrou kontrolu míčku i využívání nečekaných rotací, a naopak „ortodoxní útočníci“ s rychlými pálkami a snahou o co nejrychlejší a nejtvrdší zakončení výměny. Nejvíce hráčů ovšem využívá mnohem pestřejší všestranný herní styl. Mezi jejich údery nalezneme jak údery útočné (topspin, drajv, smeč, sidespin, flip…), tak i údery pasivní či obranné (čop, pink, blok, lob…), včetně mnoha variant podání s nejrůznější rotací i rychlostí. Přesto lze říci, že zejména na vyšší závodní úrovni a ve světové špičce výrazně převažuje podíl hráčů s útočným, avšak současně technicky variabilním pojetím hry. Je to dáno též celosvětově převládajícími trendy v tréninku mládeže. V porovnání s osmdesátými lety došlo také k výraznému prodloužení a diváckému zatraktivnění výměn i mezi útočnými hráči. Je to zejména díky celkovému růstu úrovně hráčů, kteří „absorbovali“ nové trendy v materiálech i pravidlech stolního tenisu. Moderní stolní tenis tak má výborné předpoklady, aby ze sportu olympijského pokročil i mezi divácky a mediálně atraktivní „televizní“ sporty – jako je tomu např. v Číně, ale i např. i v Německu.

### Stolní tenis jako olympijský sport
Snaha Mezinárodní federace stolního tenisu o popularizaci, která vedla i k několikerým úpravám pravidel ve snaze udělat ze stolního tenisu divácky atraktivní podívanou, byla korunována úspěchem v podobě zařazení na program letních olympijských her v roce 1988. Stolní tenis si od té doby vydobyl pevné místo mezi olympijskými sporty především díky své velké oblibě ve východní Asii, kde soupeří s kolektivními míčovými sporty.
Následující přehled obsahuje seznam medailí podle zemí, podrobnější informace lze nalézt v článku Seznam olympijských medailistů ve stolním tenisu. Dokládá dnešní suverenitu čínských hráčů, ale také vyrovnanost „zbytku“ světové špičky:
- Čína: 16 zlatých – 11 stříbrných – 6 bronzových
- Jižní Korea: 3 zlaté – 1 stříbrná – 8 bronzových
- Švédsko: 1 zlatá – 1 stříbrná – 1 bronzová
- Hongkong: 2 stříbrné
- KLDR: 1 stříbrná – 2 bronzové
- Francie, Jugoslávie, Německo, Tchaj-wan: 1 stříbrná – 1 bronzová
- Dánsko: 1 bronzová

### Revoluce v pravidlech v roce 2000
V roce 2000 vstoupila v platnost zatím nejrozsáhlejší úprava pravidel tohoto sportu od konce padesátých let, která se dotkla jak herního stylu, tak používaného vybavení nebo počítání:
- míček byl zvětšen z průměru 38mm na 40mm, čímž se mírně snížila jeho rychlost i rotace
- počet bodů v setu se snížil z 21 na 11, počet podání jednoho hráče v řadě z pěti na dvě
- ze seznamu povolených potahů pálky byly odstraněny některé záludné potahy, jejichž reakce jsou pro soupeře obtížně čitelné
- byla zcela potlačena snaha hráčů o zakrývání podání
- nadále platí časový limit pro trvání setu, po jehož uplynutí je délka výměny omezena co do počtu úderů (toto pravidlo se běžné závodní hry příliš nedotýká – uplatňuje se pouze v případech, kdy proti sobě nastoupí dva obranáři, takže výměny by byly hodně dlouhé).

## Vybavení

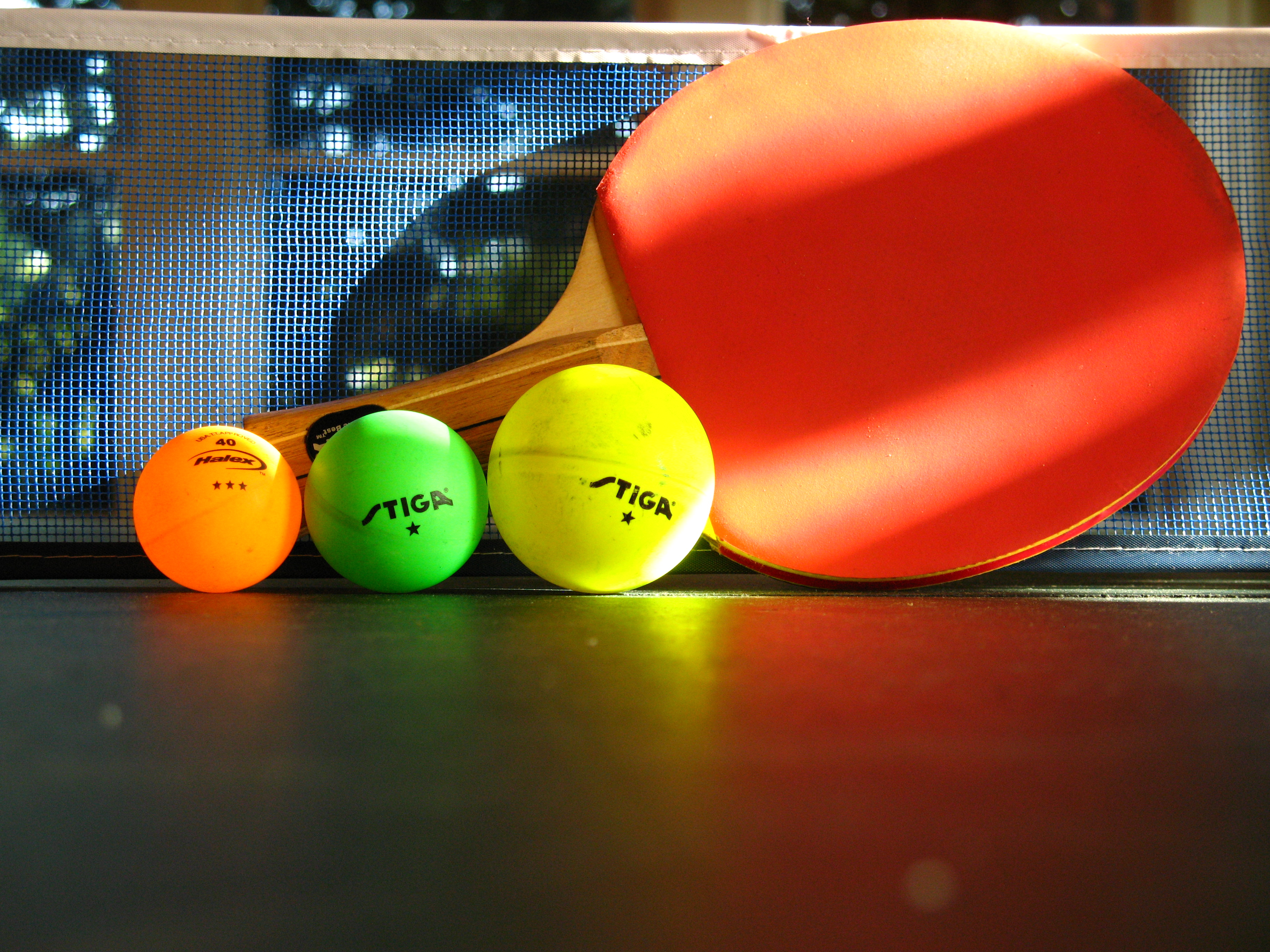
Pálka a 40, 44 a 54mm míček

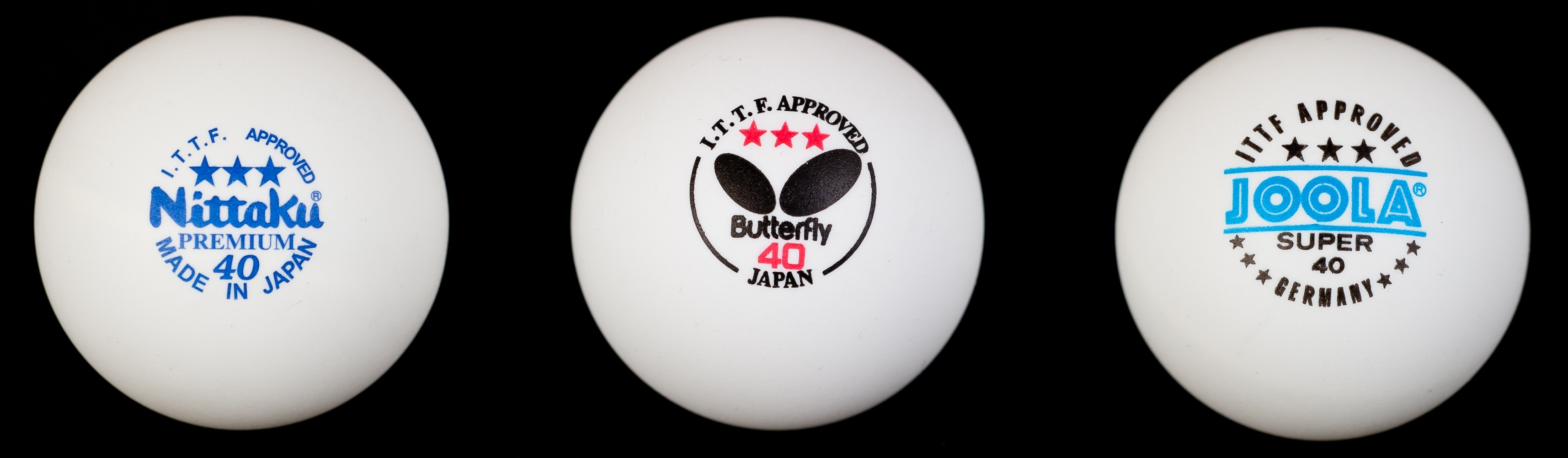
40mm míček

Základním vybavením hráčů na stolní tenis je pálka, míček, síťka a stůl na stolní tenis. Mezi výrobce potřeb pro stolní tenis patří např. Joola (Německo), Donic (Německo), Butterfly (Japonsko, značka firmy Tamasu) a Nittaku (Japonsko), Stiga (Švédsko) , a mnoho dalších.

### Míček
Nyní se používá plastový míček (dříve se používal celuloidový; ten je však nyní nahrazen). Hmotnost míčku je povolena v rozmezí 2,67 g – 2,77 g. Rovnoměrný tvar a šířka stěny musí zajišťovat pravidelný odskok, který nesmí být závislý na tom, kterou částí se míček dotkne pálky nebo stolu.
Od sezóny 2014/2015 se mistrovské soutěže pořádané ITTF hrají novými míčky z plastu o velikosti 40+ (40.0 mm-40.6 mm).
V sezóně 2015 a dalších se výhradně s novými plastovými míčky hrály všechny soutěže pořádané Českou asociací stolního tenisu (t.j. všechny celostátní ligy). Nižší soutěže se hrály dle rozhodnutí příslušného regionálního svazu, řídícího soutěž. Postupně se přechází na míčky o rozměru 40+, nicméně v některých regionálních soutěžích jsou stále ještě povoleny starší celuloidové míčky o velikosti 40.
Míčky 40 + se dále dělí na míčky se švem (vyrobené ze dvou polokoulí a slepených k sobě) a bezešvé míčky (nemají viditelný šev).

### Pálka
Pálka na stolní tenis je složena z rukojeti a vlastní hrací plochy – obvykle tvoří jeden neoddělitelný celek. Dřívější celodřevěné pálky dnes stále častěji střídají kompozitní pálky, obvykle složené z několika částí nebo vrstev – střídají se různé typy dřeva a karbonových materiálů. Tvar hrací plochy pálky není podle aktuálně platných pravidel nijak upravován, obvyklý je ovál s průměrem kolem 20 cm. Tvar pálky se liší podle toho, zda hráč používá evropské nebo asijské (tzv. „tužkové“) držení pálky.
Na hrací plochu pálky jsou dnes obvykle z obou stran nalepovány gumové (nebo gumo-plastové) povrchy. Jejich použití je omezeno pouze na povrchy schválené ITTF – seznam je vydáván dvakrát ročně. Povrchy na opačných plochách pálky musí být barevně odlišeny – jeden musí být černý, druhý červený (to je opatření proti nečitelnosti úderů hráčů, kteří hrají z forehandu a z backhandu výrazně odlišným povrchem; nyní jsou povoleny i jiné barvy než je červená a černá – černá + červená/žlutá/růžová/fialová/zelená).

### Stůl na stolní tenis

Stůl na stolní tenis včetně předepsaných rozměrů

Pro účely soutěžních utkání má stůl na stolní tenis přesně dané rozměry, které jsou vidět na přiloženém obrázku. Horní deska stolu musí tvořit kvádr, jehož tloušťka by měla být dostatečná na to, aby zajistila stejný odskok míčku ve všech částech plochy. Tento odskok by pro standardní míček volně puštěný z výšky 30 cm měl být 23 cm.
Pro rekreační účely nejsou často rozměry a jednolitost povrchu, ani výška odskoku dodržovány – běžné je například použití celokamenných stolů pro hru pod širým nebem, které mají odskok výrazně vyšší.

## Specifika stolního tenisu
Stolní tenis patří k vůbec nejrychlejším sportům. Celosvětově patří také k absolutně nejrozšířenějším sportům, a to jak na závodní, tak i na rekreační úrovni. Je to též velice komplexní sport, kde kromě fyzických předpokladů a úderové techniky záleží též výrazně na psychice, schopnosti soustředění a taktické vyspělosti hráče. Na vyšší závodní úrovni patří stolní tenis k fyzicky, silově a pohybově velmi náročným sportům. Naopak na nižší a rekreační úrovni lze „pinec“ provozovat i při nevelkých nárocích na fyzickou kondici. Snižující se fyzická kondice, síla a rychlost je vyvažována zápasovou zkušeností, taktickou vyzrálostí, úderovou technikou a psychickou vyrovnaností. Mezi ostatními míčovými sporty je pro stolní tenis též charakteristická celá řada úderů a technických fines, založených na rotaci (spinu) míčku. Právě toto umění „číst“ a využívat rotace („falše“) míčku vyžaduje dlouholetý trénink, který nelze nahradit hrubou fyzickou kondicí. Proto lze u stolního tenisu zachovat relativně dobrou výkonnost o něco déle, než u jiných sportů. Výskyt hráčů kolem pětatřiceti let v první stovce mezinárodního žebříčku ITTF je běžným jevem, v nižších českých ligových soutěžích lze najít běžně hráče ve věku přes padesát let. Řada hráčů se stolním tenisem vlastně nikdy neskončí – na úrovni okresního přeboru lze najít i sedmdesátileté hráče. I tato zvláštnost stolního tenisu – možnost hrát jej na nejrůznějších úrovních až do pozdního věku – z něj činí jeden z velmi atraktivních a celosvětově oblíbených sportů.

## Aktuální pravidla
Protože kompletní pravidla stolního tenisu jsou dosažitelná v českém jazyce přes jeden z externích odkazů na konci článku, omezuje se tato kapitola pouze na základní pravidla a dále na novinky z roku 2000, které mohou být předmětem sporu především mezi příležitostnými rekreačními hráči. V tomto přehledu chybí také pravidla specifická pro čtyřhru.

### Odehrání míčku
- Míček je odehráván výhradně pálkou, a to kteroukoliv její částí. Za součást pálky se považuje i ruka odehrávajícího, která drží pálku, a to až po zápěstí.
- Správně odehraný míček se musí alespoň jednou dotknout hrací plochy stolu na soupeřově straně. Předtím se nesmí (kromě podání) dotknout žádného jiného předmětu kromě síťky. Za součást síťky se považuje i konstrukce pro její upevnění ke stolu. Za součást hrací plochy stolu se považují i horní hrany desky stolu, nikoliv však bok nebo spodní hrany desky stolu.
- Odehraný míček nemusí nutně letět nad síťkou – v případě odehrání daleko bokem od stolu může letět i zcela mimo síťku přímo na soupeřovu polovinu stolu
- S výjimkou podání hráč musí odehrát úder až poté, co se míček dotkl právě jednou jeho strany stolu, v opačném případě se jedná o bod soupeře (na rozdíl od tenisu se tedy nesmí hrát z voleje)

### Podání
- Při podání (uvedení míčku do hry) se míček musí po odehrání nejprve dotknout přesně jednou hrací plochy stolu na straně odehrávajícího, pak alespoň jednou na straně soupeře. Při čtyřhře podání musí být do kříže – z pravé poloviny stolu a do soupeřovy pravé poloviny stolu.
- Pokud se míček při podání mezi oběma doteky stolu dotkne také síťky (nets), podání se opakuje. Podání se opakuje i při nepovedeném odehrání.
- Při podání musí být míček po celou dobu od chvíle, kdy opustí ruku podávajícího, do chvíle, kdy dojde k odehrání pálkou, viditelný pro soupeře.
- Podávající musí míček nadhazovat kolmo z otevřené dlaně nad úrovní stolu, za rovinou danou zadním bokem desky stolu. Míček musí z ruky vystoupat před odehráním alespoň do výšky šestnáct centimetrů.

### Vítězný míček – zisk jednoho bodu
Hráč získává bod za vítězný míček v těchto případech:
- soupeř neodehrál míček správně podle kapitoly o odehrání míčku a o podání
- hráč odehrál míček správně a ten se po dopadu na soupeřovu stranu stolu dotknul následně čehokoliv jiného než soupeřovy pálky (například se díky rotaci vrátil na druhou polovinu)
- soupeř se svojí nehrající rukou dotknul stolu, nebo pohnul stolem
- soupeř se dotknul jakoukoliv částí těla nebo pálkou odehraného míčku dříve, než mohl dopadnout na soupeřovu polovinu hrací desky stolu
- hráč zahájil podaní nadhozením míčku z ruky, ale nezasáhl jej pálkou

### Bodování a střídání podání
- Utkání se skládá z jednotlivých sad (setů) a končí ve chvíli, kdy jeden ze soupeřů vyhraje předem určený počet sad (obvykle dvě až čtyři).
- Každá sada se hraje do jedenácti vítězných míčků dosažených jedním hráčem, hráč musí navíc zvítězit o dva míčky – za stavu 10:10 pokračuje sada do chvíle, kdy jeden z hráčů nevede o dva vítězné míčky.
- Podání se v sadě střídá až do stavu 10:10 po dvou na každé straně, od stavu 10:10 po jednom na každé straně.
- První sadu zahajuje podáním vylosovaný hráč, každou další hráč, který nezahajoval předchozí sadu.

### Střídání stran
- Hráči si po každé sadě vymění strany.
- Pokud se hraje sada, po které již nemůže následovat další (pátá sada při hře na tři vítězné, sedmá sada při hře na čtyři vítězné), hráči si znovu vymění strany ve chvíli, kdy první z nich dosáhne v sadě pátého vítězného míčku.

## Rozdíl mezi stolním tenisem a ping pongem
Stolní tenis a ping pong bývaly různé názvy pro stejný sport. V zásadě šlo o rozdíl pouze ve jméně – ping pong byl hovorovější, „amatérštější“ název, stolní tenis název serióznější, „profesionálnější“. Důvod byl i následující: na počátku 20. století si název ping pong zaregistrovaly jak v USA, tak ve Spojeném království soukromé firmy a vznikající federace začaly používat název „stolní tenis“. Nicméně od roku 2011 je v Anglii organizací WCPP pořádáno Mistrovství světa v ping pongu, jež se hraje podle odlišných pravidel než stolní tenis. Všichni hráči používají stejnou, modře zbarvenou pálku, která postrádá tlumicí vrstvu mezi potahem a dřevem. Sety jsou do 15 (stolní tenis má do 11), přičemž se hraje na 3 vítězné sety. Stejně jako ve stolním tenise si po setu hráči vymění strany stolu. V ping pongu však hráči svou pálku nechávají na straně stolu, kde odehráli poslední set. Další set hrají se soupeřovou pálkou. Jednou za zápas může hráč při svém podání vyhlásit tzv. dvojitý bod. Ten však může hráč uplatnit nejpozději do svého 12. bodu v setu. Jestliže míček vyhraje, hráč získává dva body. Pravidlo o střídání podání v tomto případě zůstává netknuté (hráč má vždy dvě podání). V opačném případě protihráč získává bod. Set může být ukončen i jednobodovým rozdílem, tedy 15:14. Celkově je rychlost pohybu míčku a síla jeho rotace menší v ping pongu než ve stolním tenise.